# Теньковка (Житомирская область)
Тенько́вка (укр. Теньківка) — село на Украине, основано в 1867 году, находится в Пулинском районе Житомирской области.
Код КОАТУУ — 1825485101. Население по переписи 2001 года составляет 387 человек. Почтовый индекс — 12020. Телефонный код — 4131. Занимает площадь 2,237 км².

## История
В 1946 году указом ПВС УССР село Янушевка переименовано в Теньковку.

## Адрес местного совета
12020, Житомирская область, Пулинский р-н, с. Теньковка, ул. Партизанская, 10